# Janet Royall
Janet Anne Royall, née le 20 août 1955 à Gloucester, est une femme politique du Parti travailliste britannique. 
Elle a été leader de la Chambre des lords et lord présidente du Conseil. Elle est principale du Somerville College d'Oxford depuis 2017. 

## Jeunesse et début de carrière
Elle grandit à Hucclecote et Newnham on Severn, où ses parents tiennent une boutique. Elle fait ses études à la Royal Forest of Dean Grammar School et au Westfield College de l'Université de Londres, où elle obtient un BA en espagnol et en français en 1977. 
Royall est conseiller spécial de Neil Kinnock, le chef du Parti travailliste, dans les années 1980, et elle est restée un allié proche depuis. Elle cherche à être sélectionnée comme candidate du Labour pour Ogmore lors d'une élection partielle de 2002, perdant face à Huw Irranca-Davies. En 2003, elle est devenue chef du bureau de la Commission européenne au Pays de Galles .

## Chambre des lords
Le 25 juin 2004, elle est créée pair à vie comme baronne Royall de Blaisdon, de Blaisdon dans le comté de Gloucestershire. Elle s'intéresse à la santé, au développement international et aux affaires étrangères et du Commonwealth.
Le 24 janvier 2008, elle est nommée whip en chef du gouvernement à la Chambre des Lords, à la suite de la démission de Lord Grocott. Elle est nommée conseillère privée plus tard dans l'année. Le 3 octobre 2008, elle est nommée au cabinet par Gordon Brown, en tant que leader de la Chambre des lords et lord président du Conseil. Le 5 juin 2009, Royall est remplacé en tant que Lord President par Peter Mandelson, le Secrétaire d'État aux Affaires, à l'Énergie et à la Stratégie industrielle , et est nommée Chancelier du duché de Lancastre.
Elle vote pour une Chambre élue à 100%, la dernière fois que la Chambre des lords a voté sur la Réforme de la Chambre des Lords en mars 2007 . Elle a appelé à un référendum national sur toute réforme de la chambre.
Elle annonce en mai 2015 qu'elle ne demanderait pas sa réélection en tant que chef de l'opposition à la Chambre des lords. 
En août 2017, elle est nommée principale du Somerville College d'Oxford , succédant à Alice Prochaska.

## Vie privée
Elle était mariée à Stuart Hercock de 1980 jusqu'à sa mort en 2010 et a une fille, Charlie, et deux fils, Ned et Harry. 